# Tullisaari

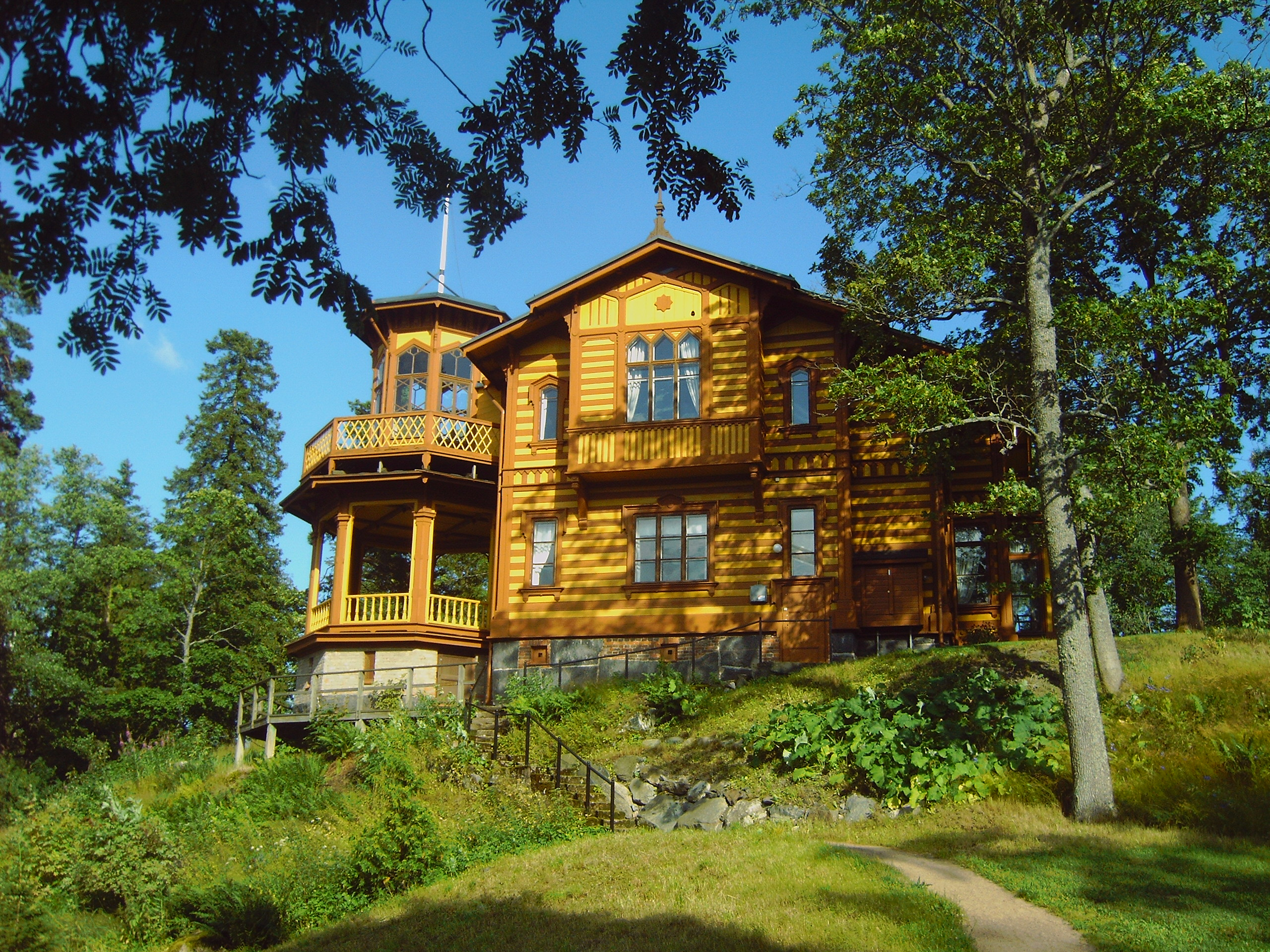
La villa de Aino Ackté au centre de Tullisaari.

Tullisaari (en suédois : Turholm) est une section du  quartier de Laajasalo à Helsinki, la capitale de la Finlande. 
Yliskylä appartient aussi au district de Laajasalo.

## Description
Tullisaari est un parc arboré entourant la villa de Aino Ackté. 
Tullisaari  a une superficie de 0,65 km2, elle accueille 10 habitants(1.1.2010) et elle offre 3 emplois (31.12.2008).

## Galerie

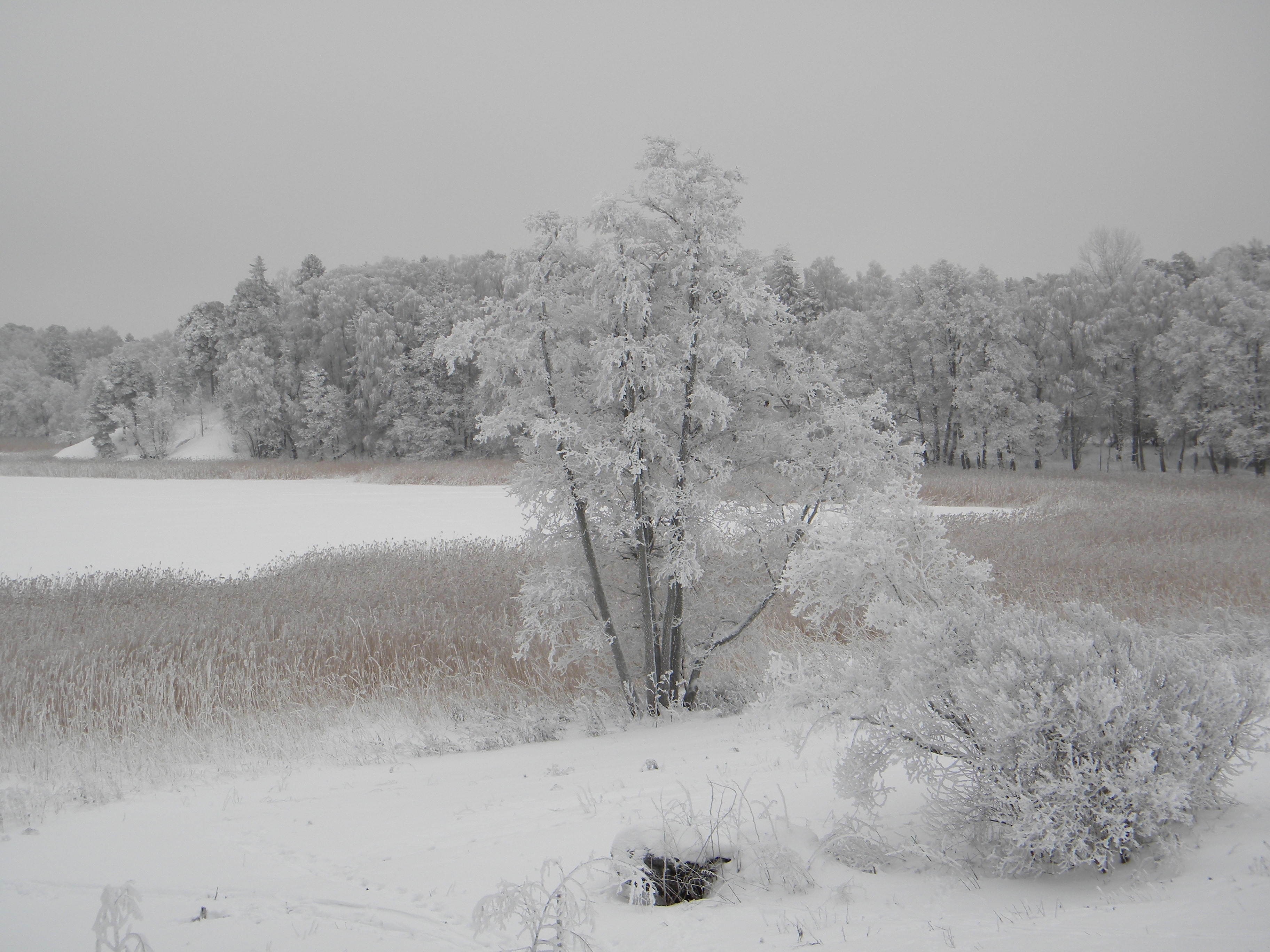
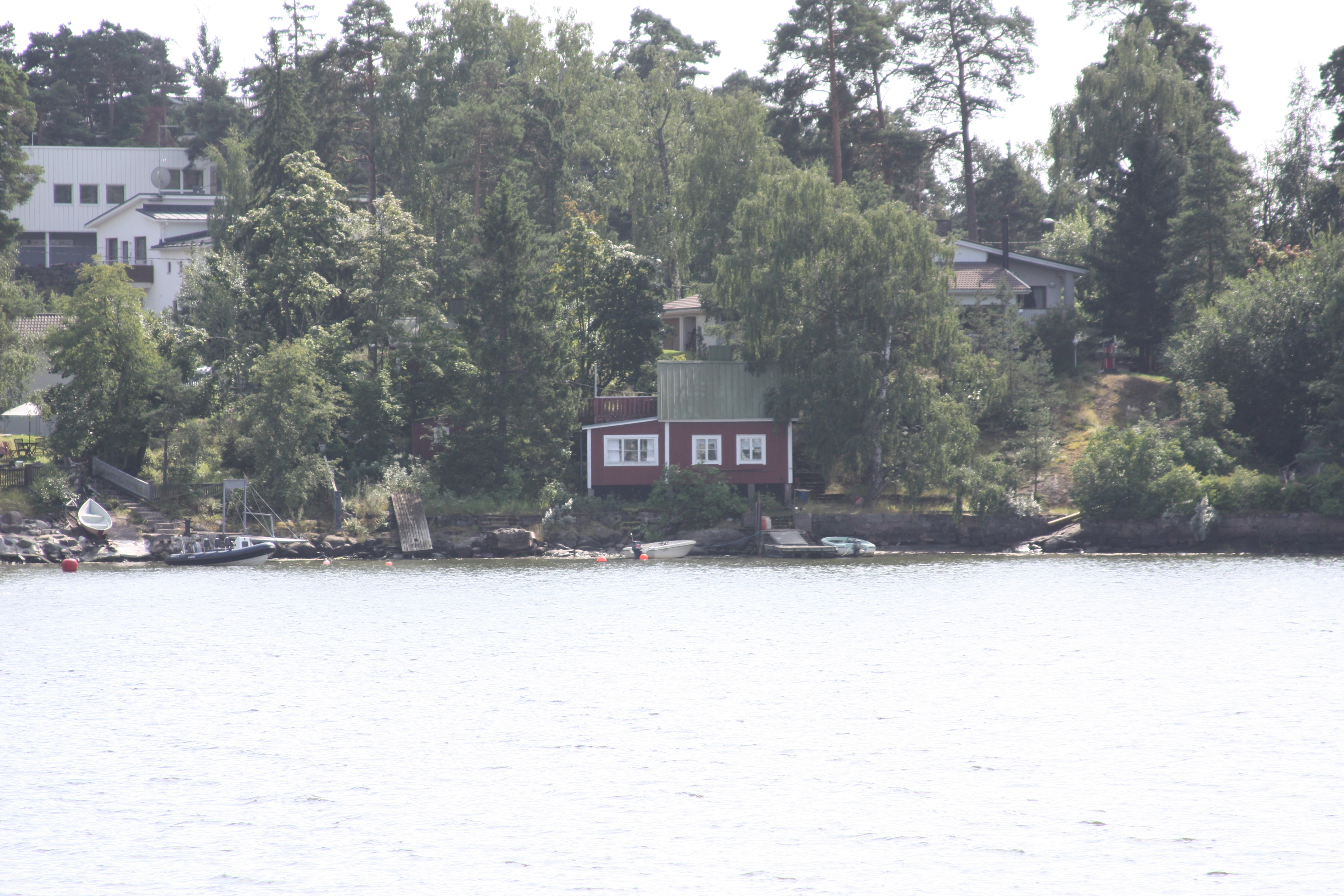
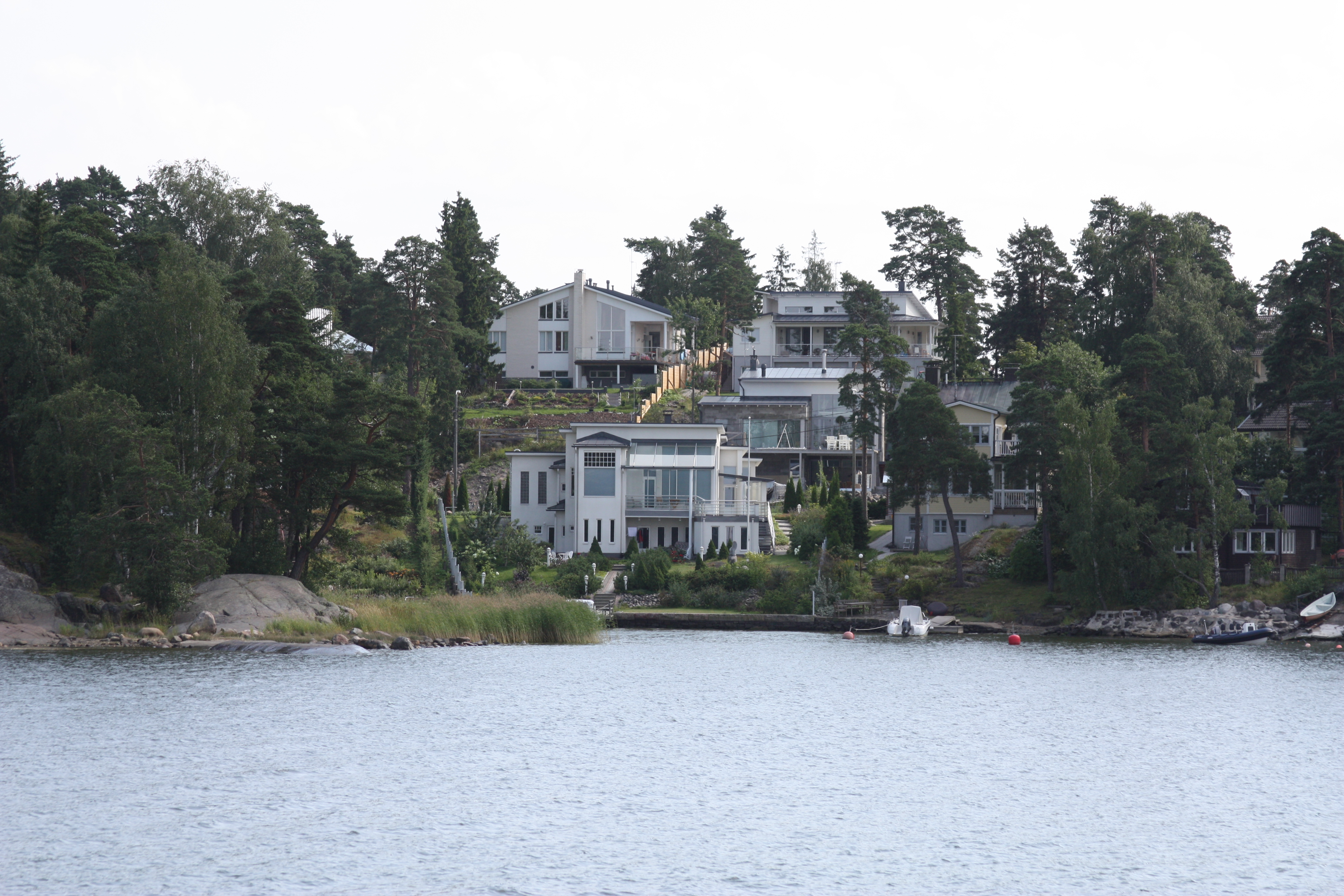
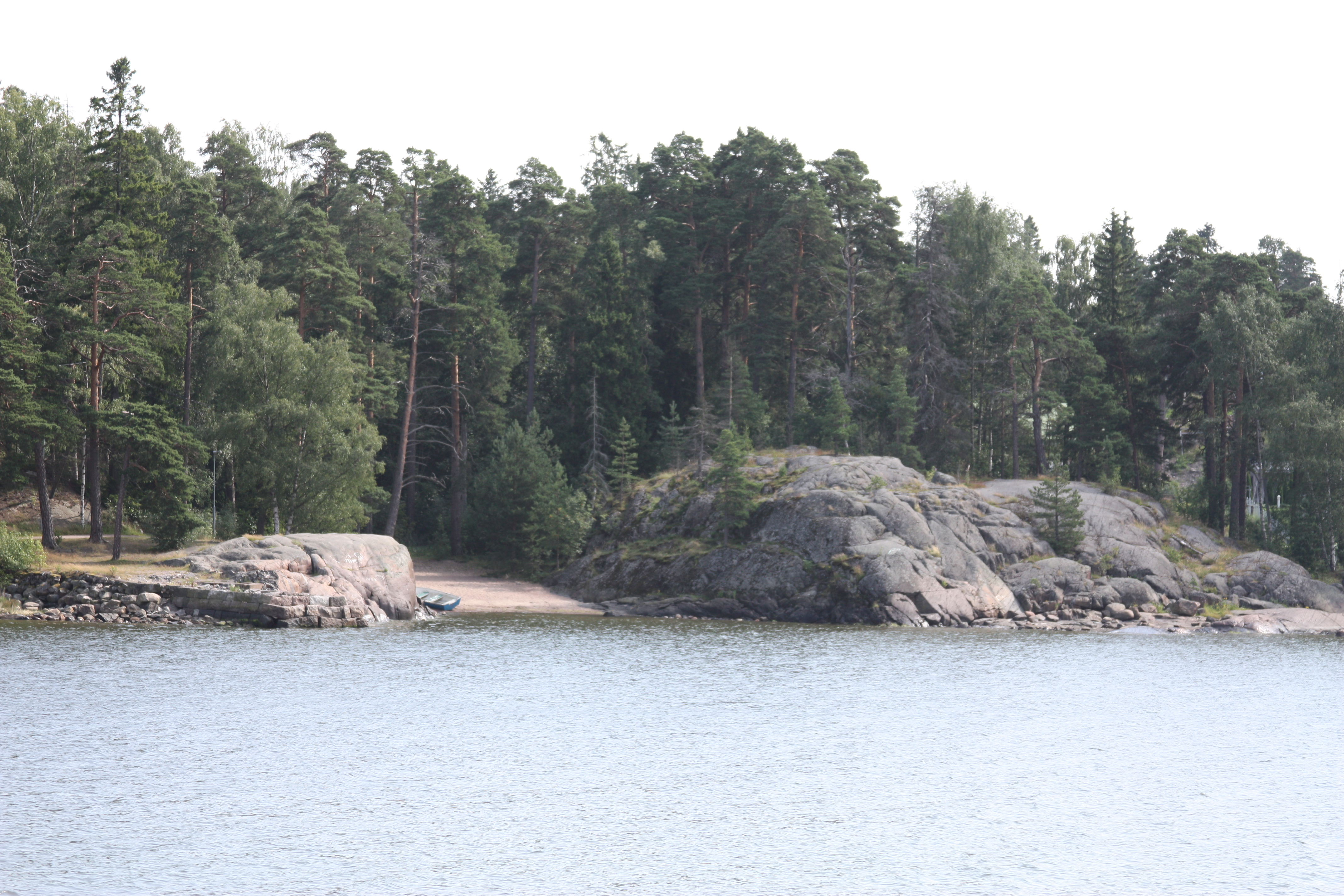